# دين بولي
دين بولي (بالإنجليزية: Dean Pooley)‏ هو لاعب كرة قدم بريطاني في مركز الدفاع، ولد في 10 سبتمبر 1986 في Sidcup ‏ في المملكة المتحدة. لعب مع إبسفليت يونايتد ونادي بروملي ونادي بوهيميان ونادي بيليمينا يونايتد ونادي مارغيت ونادي ميلوول.

## وصلات خارجية
- دين بولي على موقع قاعدة بيانات كرة القدم.إي يو (الإنجليزية)
- دين بولي على موقع Soccerbase.com (لاعب) (الإنجليزية)
- دين بولي على موقع Soccerway.com (الإنجليزية)